# Kétszer kettő (film)
A Kétszer kettő Manninger János 1944-es filmje, a magyar avantgárd filmgyártás páratlanul eredeti alkotása. A filmet saját pénzéből és rokoni kölcsönökből, adományokból forgatta. A nyilasok betiltották, az ostrom után viszont azért nem mutatták be, mert a háborús bűnökkel állítólag alaptalanul megvádolt Szilassy László szerepelt benne. A filmnek egyes jeleneteit újraforgatta tehát, de a film – bár a szakma elismerően emlékezett meg róla – a közönség részvétlensége miatt megbukott, ez a rendező-producert annyira megviselte, hogy  öngyilkos lett.
A Kétszer kettőt a nyilasok tiltották be, aztán azért került tiltólistára, mert szerepelt benne egy nyilas: Szilassy László (akit állítólag tévedésből nyilvánítottak háborús bűnösnek). Később Várkonyi Zoltánnal újra forgatta azokat a jeleneteket, amelyekben Szilassy szerepelt. A kész filmet mindössze négy napig vetítették a tátongóan üres mozikban.